# Sala di Amore e Psiche

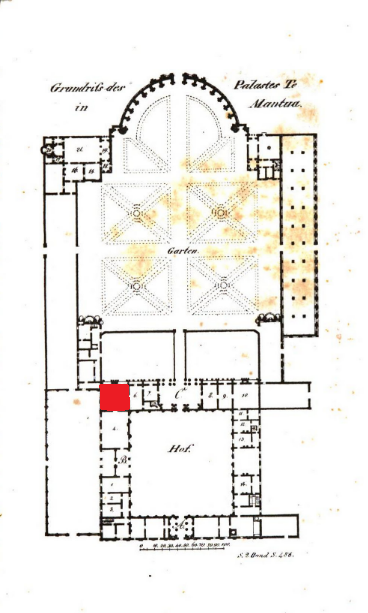
Posizione della Sala di Amore e Psiche nella Pianta di Palazzo Te

La Sala di Amore e Psiche è una delle più sontuose stanze affrescate di Palazzo Te, progettato e realizzato a Mantova da Giulio Romano. 

## Autori
Il progetto e i disegni di Giulio Romano furono realizzati, oltre che da lui stesso, da suoi collaboratori:
- Gianfrancesco Penni detto Il Fattore
- Benedetto Pagni da Pescia
- Rinaldo Mantovano e forse
- Gerolamo da Treviso il Giovane."[1]

## Soggetto degli affreschi

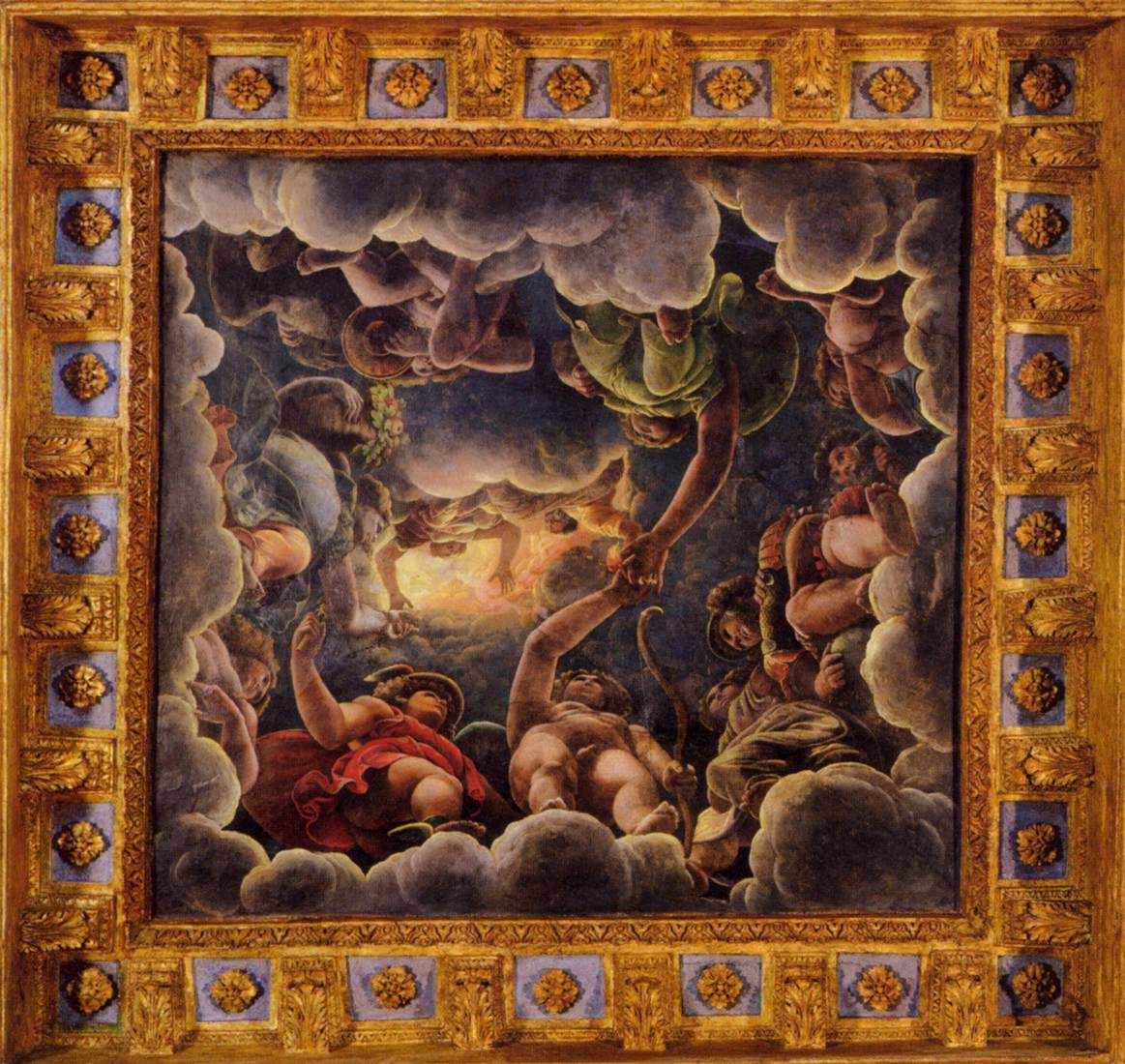
Centro del soffitto con le Nozze di Amore e Psiche.

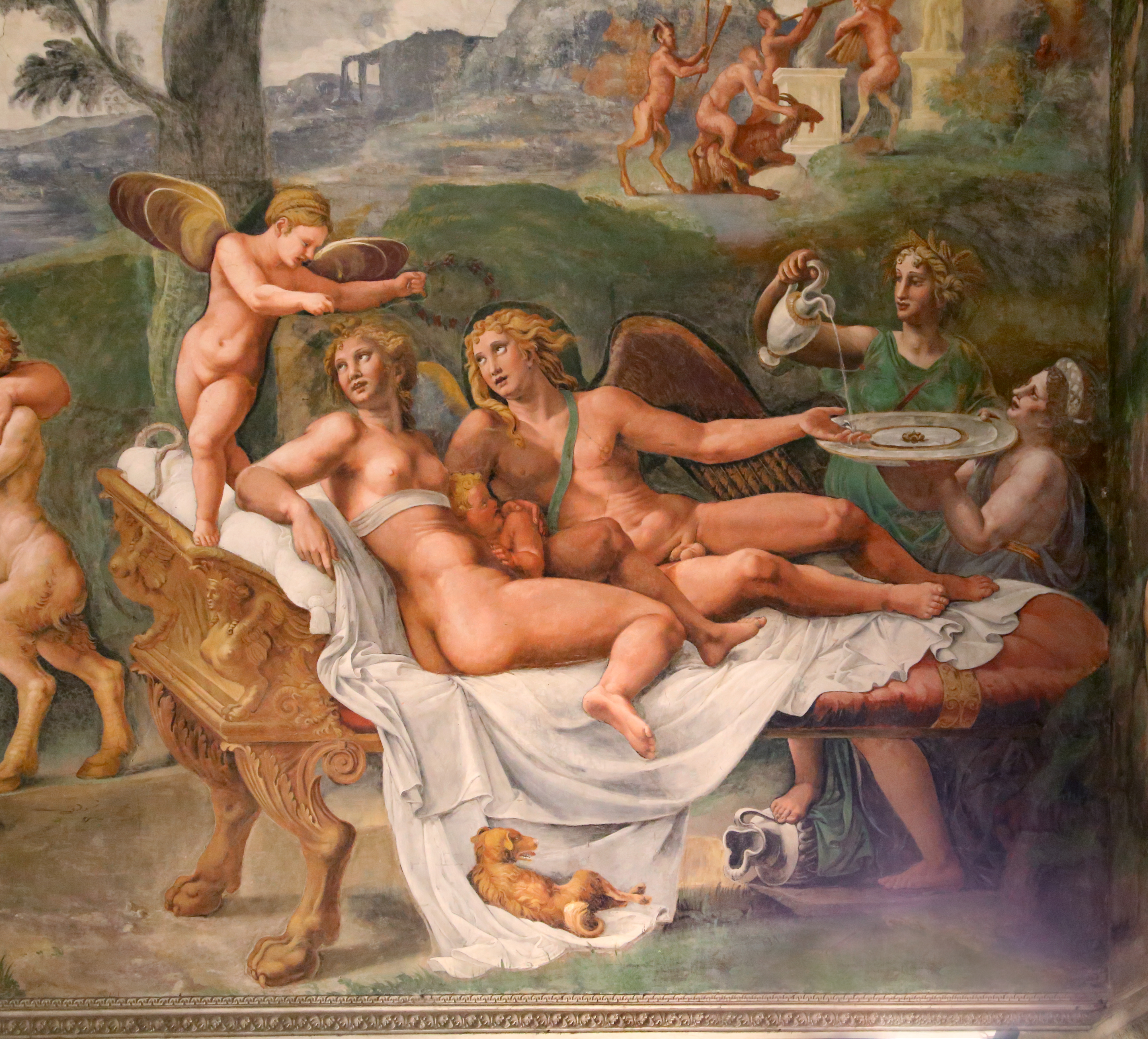
Banchetto di Amore e Psiche, scena chiave del tema della sala.

Il marchese Federico II Gonzaga richiede a Giulio Romano di decorare una sala di Palazzo Te, definita successivamente, nel 1577, dall'antiquario mantovano Jacopo Strada "camaron quadro", con un ciclo di affreschi rappresentanti la novella di Amore e Psiche secondo la versione raccontata da Apuleio nelle Metamorfosi. 
La favola di Amore e Psiche adombra le vicende private di Federico, il suo amore proibito per Isabella Boschetti, la donna a cui è dedicato il Palazzo, e il conflitto con la madre Isabella d'Este che osteggia quel legame, come Venere osteggia quello fra Eros e Psiche.
La sala, un tempo adibita a sala da pranzo, è adiacente all'appartamento del marchese.
Con la Sala di Psiche si chiude la prima fase decorativa (Sala del Sole, Sala dei Venti, Sala grande dei Cavalli, Loggia nord) di Palazzo Te nel 1530.

## Soffitto
(Gian Maria Erbesato, Il Palazzo Te di Mantova, Novara, Istituto Geografico De Agostini, 1981, pag. 34)

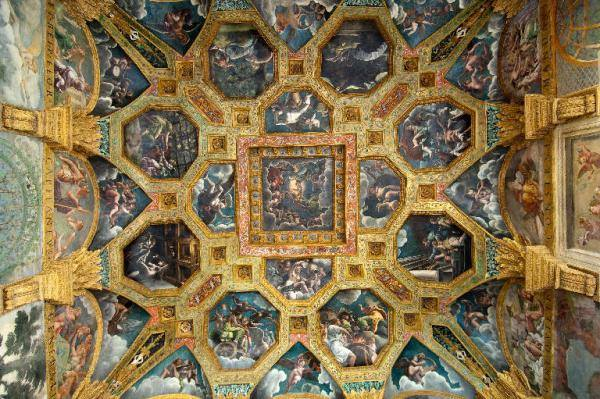
Visione d'insieme del soffitto della Sala.

1. Nell'ornamentazione del soffitto su quattro losanghe appare una salamandra (per altri un ramarro), avvolta in un cartiglio su cui si legge"QUOD HUIC DEEST ME TORQUET" (Ciò che a costei manca, tormenta me): 
è l'emblema, o impresa, del marchese Federico, e allude al tormento d'amore che l'animale, dal sangue freddo e resistente al fuoco (secondo la credenza popolare), non conosce.
2. Nell'affresco della parete ovest (il banchetto rusticus) si trova un altro riferimento all'emblema. 
Quattro putti alati si affaccendano intorno a una pergola: uno cerca con una torcia di appiccare il fuoco ad una salamandra, un altro la trattiene per la coda, un terzo sostiene il calamaio per quello seduto che, con la penna d'oca, scrive il motto sul cartiglio.
|                                         |                                |
| 1. Losanga con impresa della salamandra | 2. Putto dà fuoco a salamandra |

## Tecnica dei dipinti
I dipinti della volta non sono affreschi ma pitture a olio su uno strato di intonaco applicato a una trama di stuoie di canne. La volta non è in muratura ma è costituita da un'intralicciatura lignea composita.

## Semiottagoni
Quattro semiottagoni sono disposti intorno al riquadro centrale del soffitto, epilogo felice della favola.
- 1. Amore in volo si punge con la freccia destinata a Psiche.
- 2/3/4. Ninfe, ritratte in posizioni diverse, versano acqua con secchi e otri, aiutate da putti e amorini.

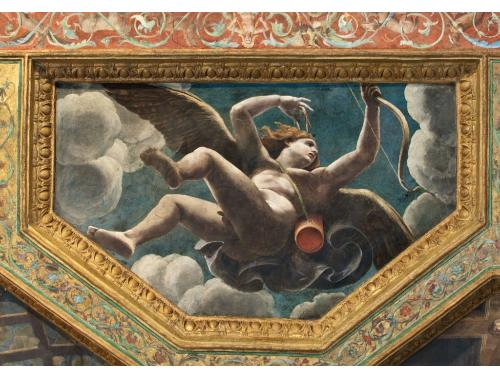
1. Amore in volo
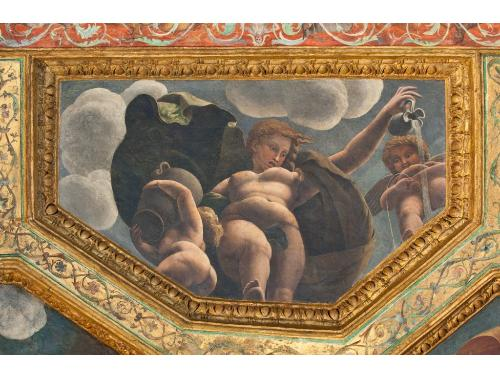
2. Ninfa in piedi e puer mingens
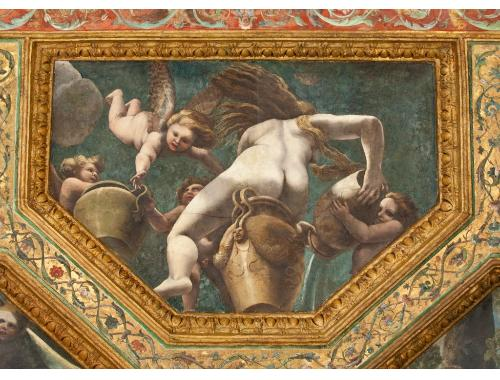
3. Ninfa seduta di spalle
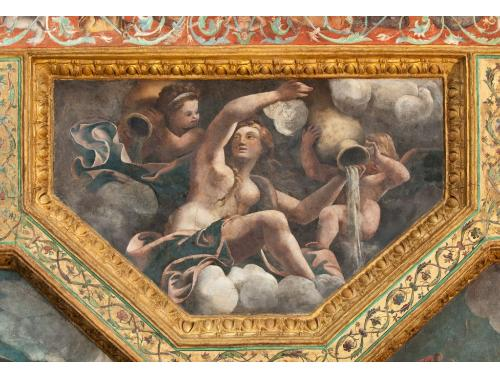
4. Ninfa seduta di fronte

## Ottagoni

### Prima parte della Favola di Amore e Psiche
Versione di Apuleio, Metamorfosi, dal libro IV, cap.28 al libro V, cap. 24
| Immagine | Titolo                                                     | Dimensioni in cm | Immagine | Titolo                                                          | Dimensioni in cm |
| -------- | ---------------------------------------------------------- | ---------------- | -------- | --------------------------------------------------------------- | ---------------- |
|          | 1. La bellissima Psiche è adorata come una dea             | 200x185          |          | 2. Gelosia e vendetta di Venere                                 | 200x185          |
|          | 3. Il padre di Psiche consulta l'oracolo di Apollo Milesio | 200x185          |          | 4. Psiche, condannata a un mostro, è portata in cielo da Zefiro | 200x185          |
|          | 5. Psiche è deposta in una valletta fiorita                | 200x185          |          | 6. Nel palazzo di Amore                                         | 200x185          |
|          | 7. Consigli invidiosi delle sorelle                        | 200x185          |          | 8. Psiche trasgredisce il divieto e guarda Amore addormentato   | 200x185          |

## Lunette

### Seconda parte della Favola di Amore e Psiche
Versione di Apuleio, Metamorfosi, dal libro V, cap.25 al libro VI, cap. 24
| Immagine | Titolo                                                 | Dimensioni in cm | Immagine | Titolo                                         | Dimensioni in cm |
| -------- | ------------------------------------------------------ | ---------------- | -------- | ---------------------------------------------- | ---------------- |
|          | 1. Venere rimprovera il figlio Amore                   | 200x185          |          | 2. Venere incontra Cerere e Giunone            | 200x185          |
|          | 3. Psiche supplica inutilmente Cerere                  | 200x185          |          | 4. Psiche invoca invano aiuto da Giunone       | 200x185          |
|          | 5. Venere si reca da Giove                             | 200x185          |          | 6. Mercurio parte alla ricerca di Psiche       | 200x185          |
|          | 7. Psiche è catturata da Abitudine, ancella di Venere  | 200x185          |          | 8. Prima prova: la selezione dei semi          | 200x185          |
|          | 9. Seconda prova: il fiocco di lana                    | 200x185          |          | 10. Terza prova: l'acqua dello Stige           | 200x185          |
|          | 11. Quarta prova: il balsamo di bellezza di Proserpina | 200x185          |          | 12. Amore risveglia Psiche dal sonno infernale | 200x185          |

## Cornice
Un'iscrizione latina, in caratteri lapidari romani, si snoda sui quattro lati e separa la decorazione del soffitto dagli affreschi delle pareti: 
- /FEDERICUS - GONZAGA II - MAR.V. S.R.E./ (parete est)
- /ET REIP. FLOR. - CAPITANEUS - GENERALIS/ (parete sud)
- /HONESTO OCIO - POST LABORES - AD REPARANDAM/ (parete ovest)
- /VIRT. QUIETI - CONSTRUI - MANDAVIT/ (parete nord)
- Traduzione:
- /Federico II Gonzaga, quinto marchese di Mantova, della Santa Romana Chiesa/
- /e della Repubblica Fiorentina Capitano Generale/
- /per un onesto riposo - dopo il lavoro - per ristabilire/
- /le forze fisiche e morali nella quiete, fece costruire/ ).[7]

## Vele
Nelle dodici vele, sovrastanti le dodici lunette, c'è la musica della festa: putti cantano, ballano e suonano.
Parete sud

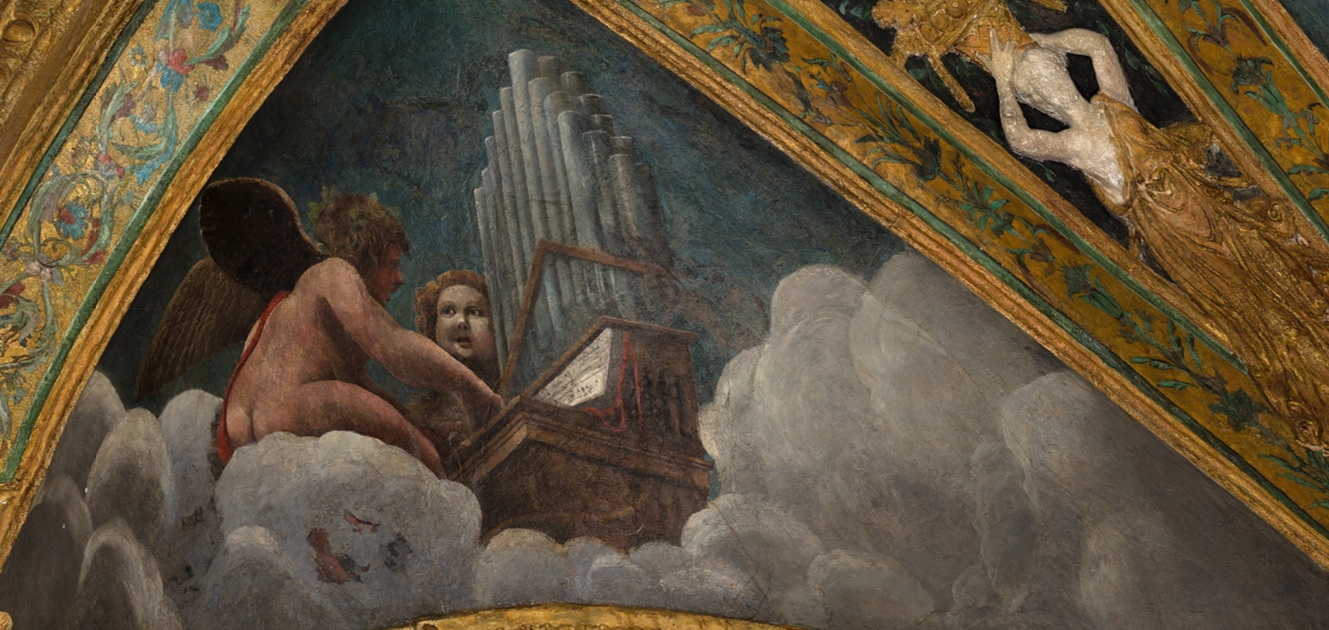
Organo
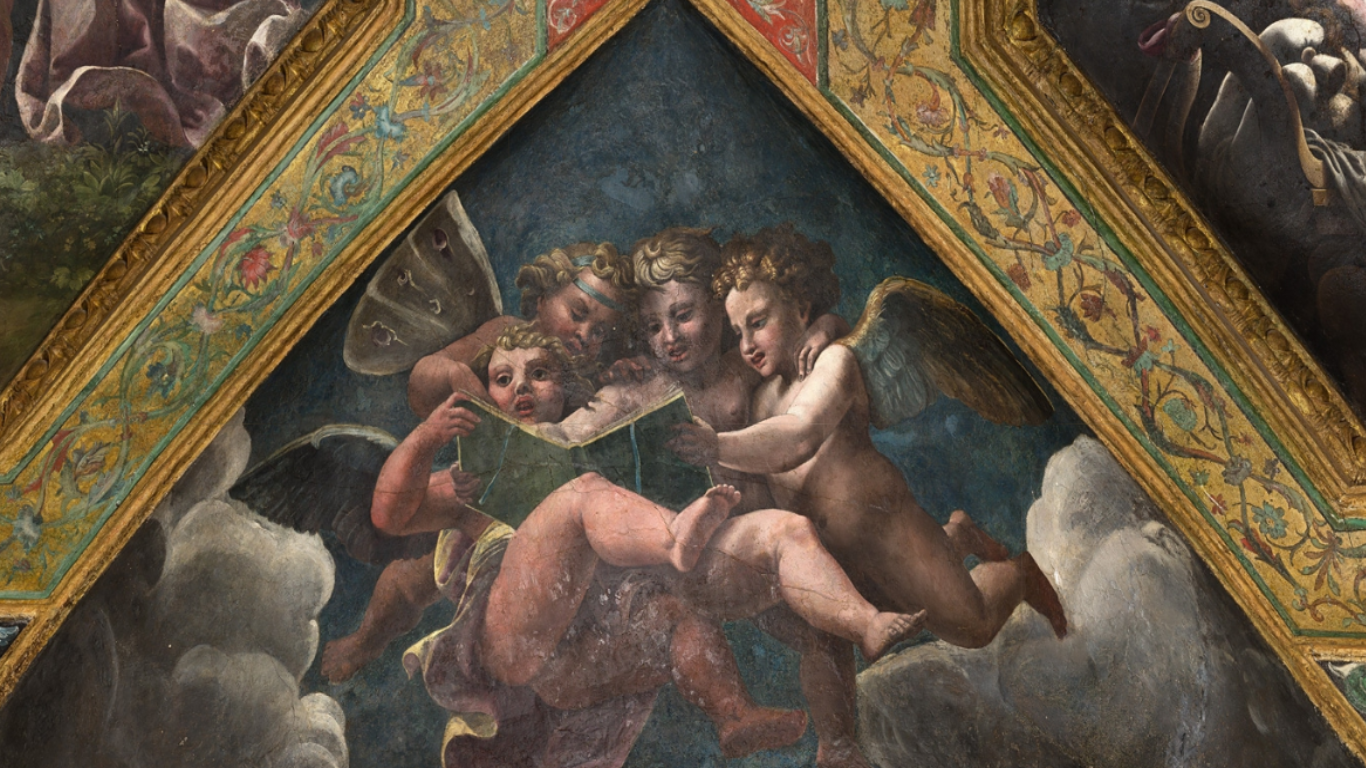
Coro
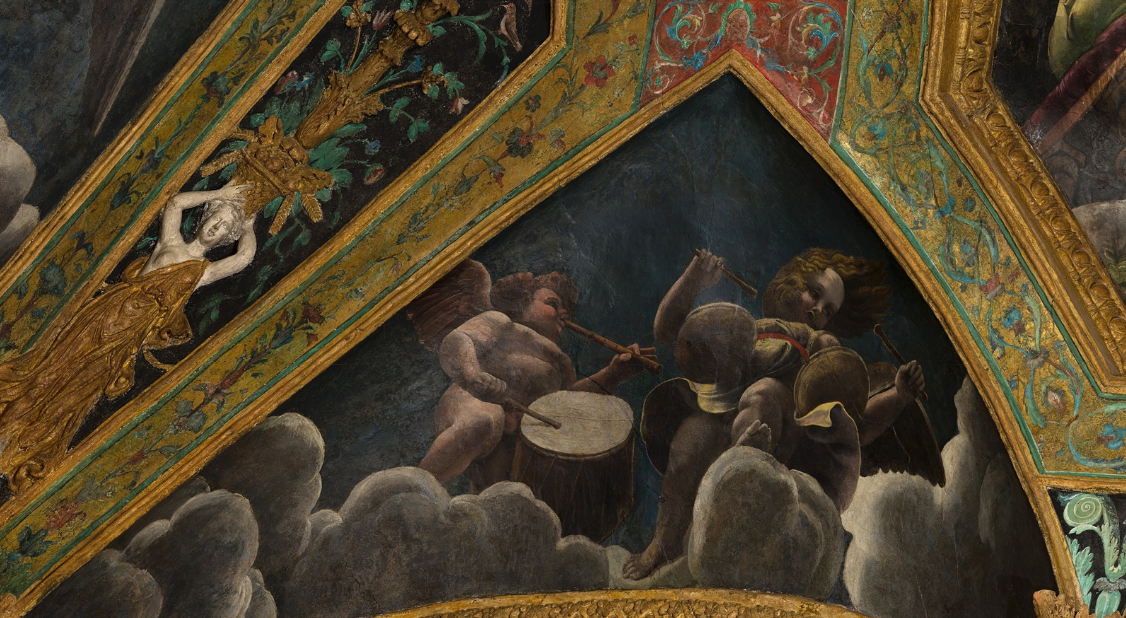
Tamburi

Parete nord

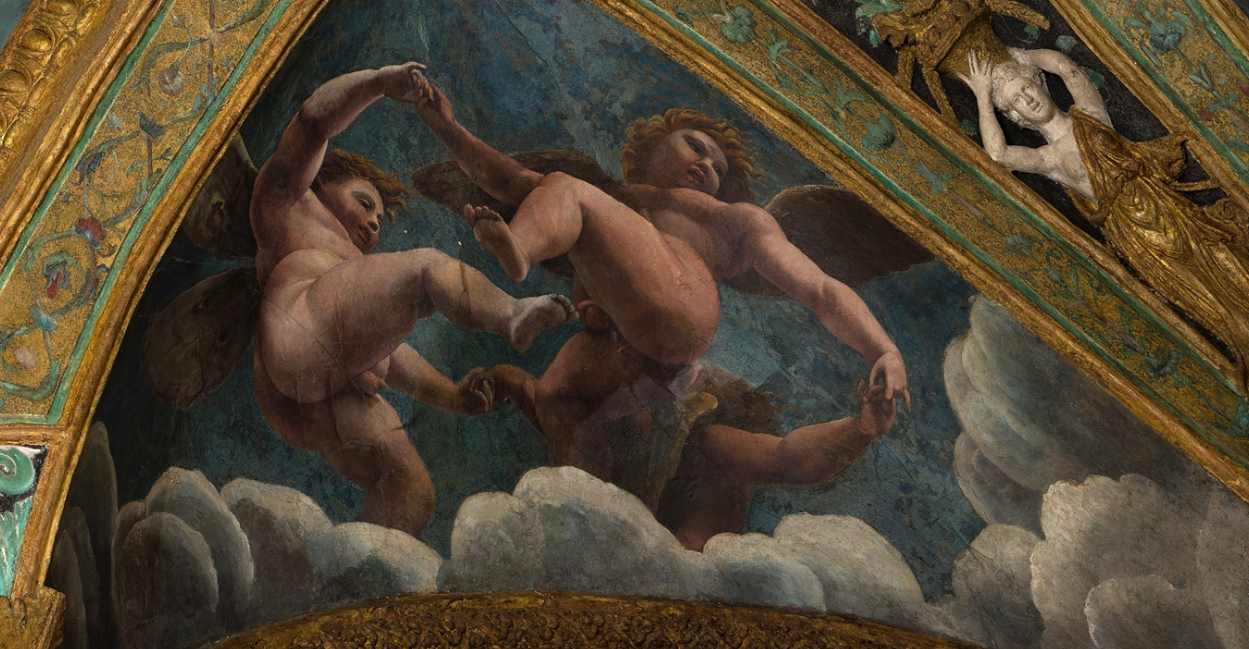
Danza
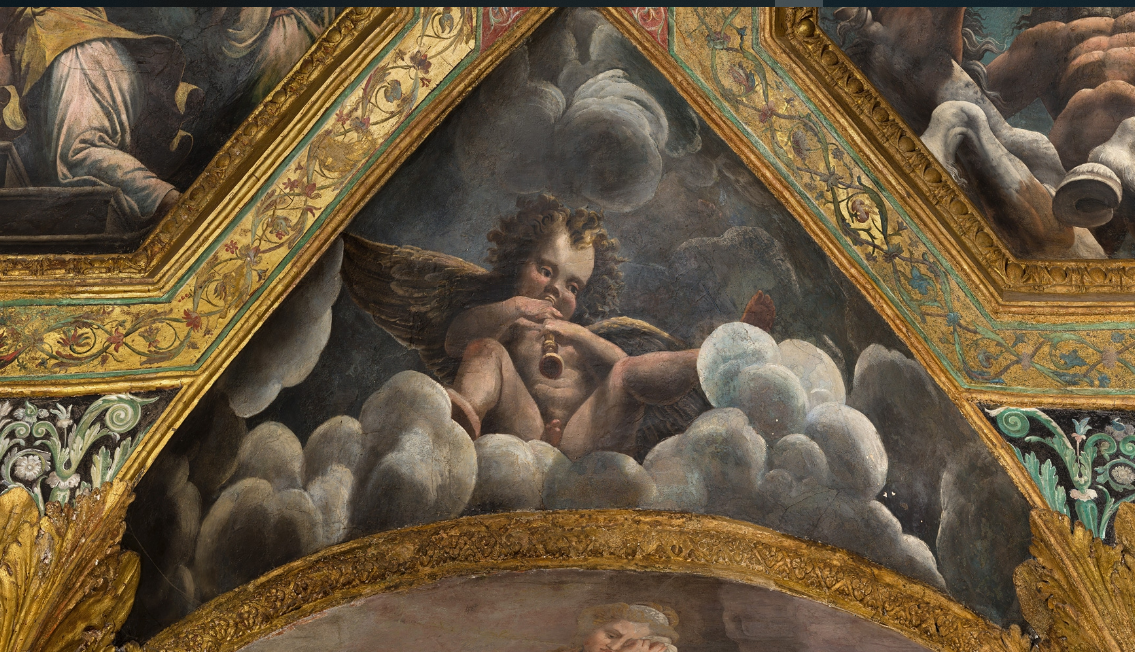
Flauto
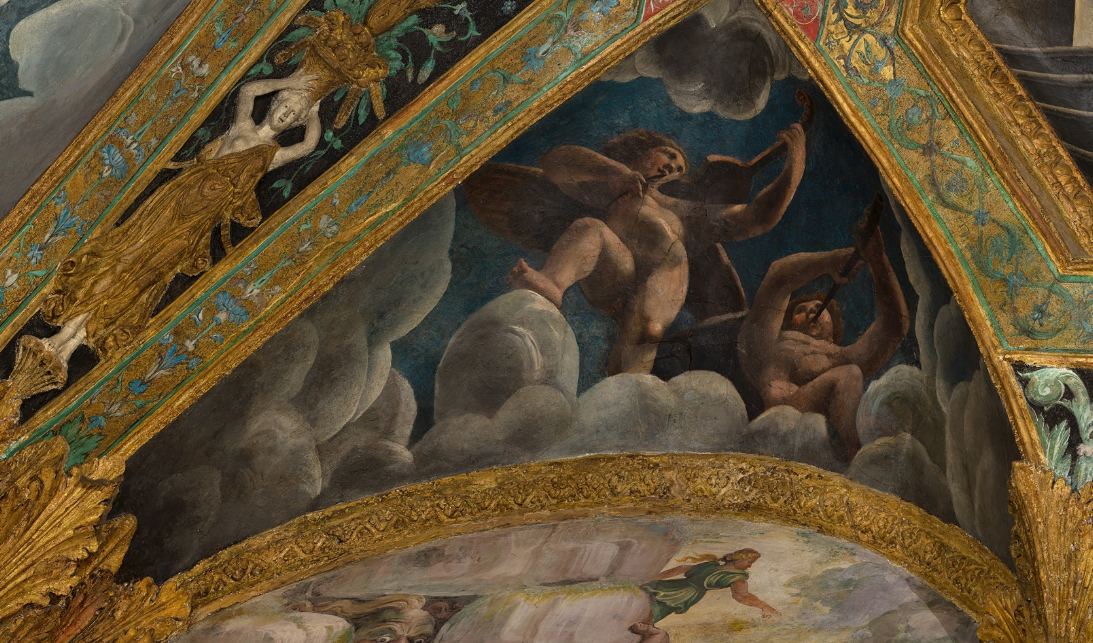
Viola e cornetto

Parete est e parete ovest

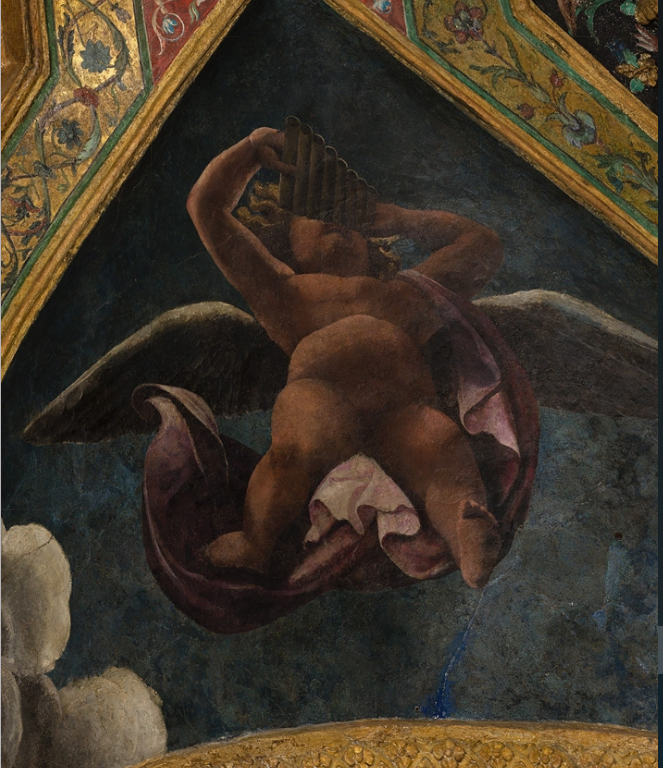
Flauto di Pan
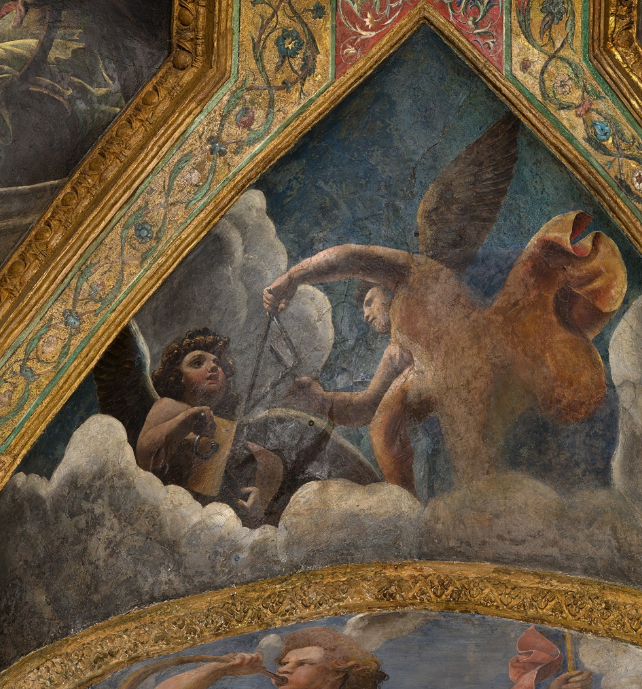
Ghironda e triangolo
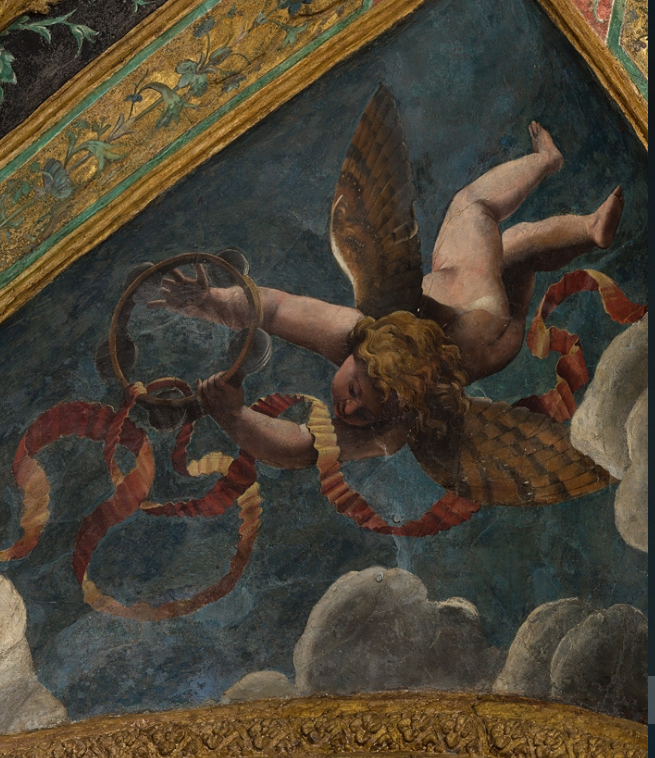
Cembalo e nastro
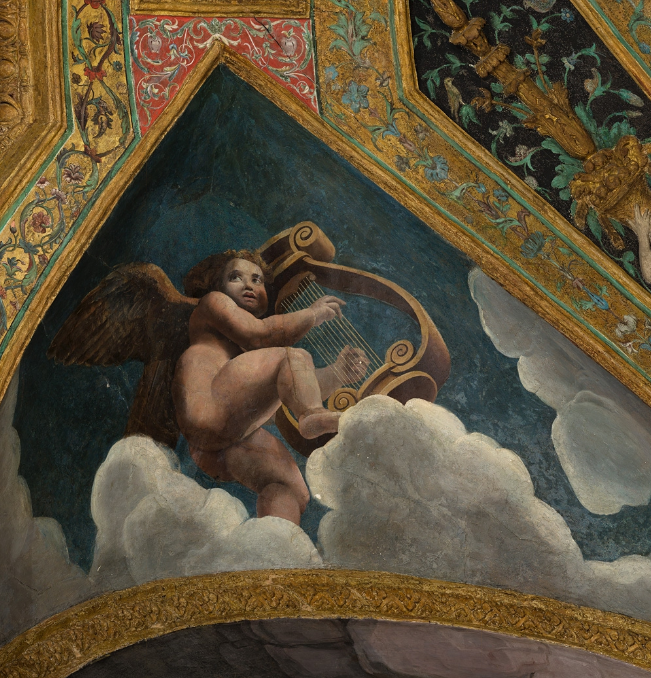
Lira
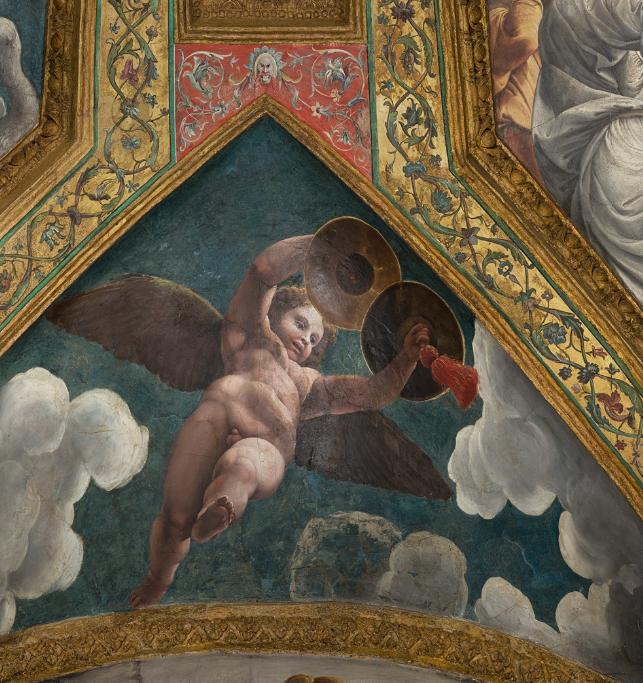
Cembali
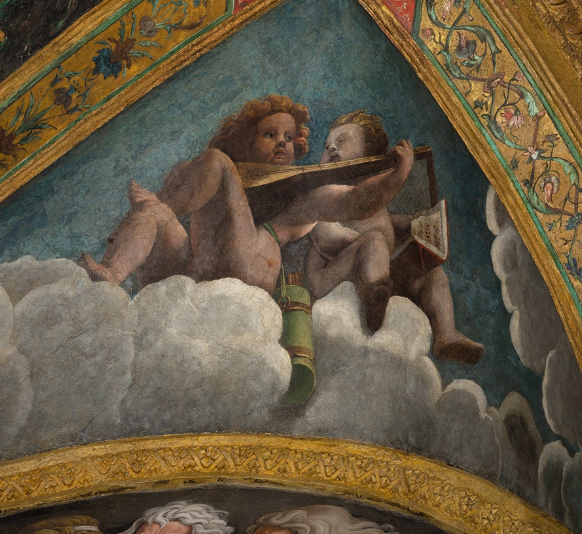
Liuto, libro e faretra

## Pareti Sud e Ovest
Nelle pareti meridionale e occidentale è rappresentato un sontuoso banchetto in onore di Amore e Psiche.
|                     |                    |
| Banchetto degli dei | Banchetto rusticus |

### Parete sud
Banchetto degli dei. Affresco: altezza: 378 cm; larghezza: 963 cm
Al centro, su una tavola quadrata, ricoperta di una candida tovaglia, troneggia una piattaia con preziose stoviglie. Sullo sfondo l'arco di una verde pergola.
Da sinistra a destra:
- Vulcano dialoga con una vecchia,
- una costa montuosa si affaccia su un bacino d'acqua
- una donna preceduta dal cane trasporta prede di caccia
- fra le nubi Zefiro, in forma di giovane alato suona il corno
- un elefante e un cammello sorvegliano il convito, sullo sfondo sbarcano una giraffa, un babbuino, un leone, un altro cammello.
- Apollo siede circondato da donne che gli offrono frutti e fiori
- un putto ai piedi della tavola gioca con due tigrotti
- da un lato del tavolo un servo porta sulle spalle un otre di vino; dall'altro è appoggiato Bacco;
- Sileno sta su uno sgabello attorniato da satiri, capre, montoni e un asino
- Amore e Psiche sono adagiati su un triclinio bronzeo istoriato; fra loro fa capolino la figlia Voluttà;
- un genietto femmina con le ali di farfalla li incorona
- una ninfa versa acqua sulla mano sinistra di Amore e un'altra regge il catino (secondo alcuni critici non sono ninfe ma le dee Cerere e Giunone)
- sullo sfondo dei servi sacrificano un capro all'ara di un dio

### Parete ovest
Banchetto rusticus - Affresco: altezza: 375 cm; larghezza: 945 cm
Sulla parete occidentale sono rappresentati i preparativi per il banchetto: satiri e ninfe dispongono cibi e stoviglie e ricoprono di petali la candida tovaglia di una lunga tavola rettangolare.
Di spalle, spicca la figura di un'elegante fanciulla (per alcuni critici la stessa Venere) che allunga il braccio per indicare l'arrivo di Mercurio, mentre un satiro le porge pani che trae da un grosso cesto.
- Putti, a cavalcioni di pergole sospese, spargono fiori e suonano strumenti musicali, altri tentano di bruciare una salamandra.
- Divinità acquatiche popolano il paesaggio fluviale.
- Un'intera famiglia di satiri è col suo gregge di capre
- Una capra allatta due piccoli fauni

## Pareti Nord e Est
Nelle pareti settentrionale e orientale sono rappresentate scene di seduzione di soggetto mitologico.
|                        |                         |
| Amori e miti degli dei | Amori e miti eccentrici |

### Fonti letterarie degli affreschi della parete nord
1. Venere e Marte al bagno
La fonte letteraria individuata da Gombrich e da Verheyen è Hypnerotomachia Poliphili di Francesco Colonna, pubblicata da Aldo Manuzio nel 1499.
Sull'isola di Citera, Polia e Polifilo assistono, con Amore e Psiche, al bagno della dea.
2. Bacco e Arianna
Bacco, consigliere e scudiero di Venere  "...Veneris hortator et armiger Liber",  (Apuleio,Metamorfosi, libro II, capitolo 11), è raffigurato insieme ad Arianna.
Un satiro versa del vino mentre un amorino porge al dio il sacro bastone, il tirso. Il dio, appoggiato alla lince, porta una corona di edera. Arianna tiene la mano su un cesto, forse la cysta mystica con gli oggetti destinati al culto dionisiaco.
3. Marte, Adone, Venere
Nella Hypnerotomachia Poliphili di Francesco Colonna si racconta che Polia e Polifilo si recano al sepolcro di Adone su cui è scolpito l'episodio qui rappresentato. Marte con la spada sguainata, insegue Adone, sorpreso nelle stanze della casa, mentre Venere cerca invano di trattenerlo. Un amorino osserva che la dea si ferisce il piede destro con le spine di un rosaio. Secondo il mito ad ogni anniversario della morte di Adone le rose bianche che adornano il suo sepolcro si colorano di rosso del sangue sparso per lui dalla dea.
|                            |                    |                         |
| 1. Bagno di Venere e Marte | 2. Bacco e Arianna | 3. Marte, Adone, Venere |

### Fonti letterarie degli affreschi della parete est
1. Giove, trasformato in serpente, seduce Olimpiade, mentre il marito Filippo il Macedone spia dietro la porta ed è accecato dall'aquila col fulmine.
L'episodio è raccontato da Plutarco, inVita di Alessandro.
2. Polifemo con una lunga clava e un flauto a canne, la siringa di Pan, siede monumentale sopra il camino di marmo rosso; sporge a sinistra il muso di un orsacchiotto (il mito narra che Polifemo allevava orsi per divertire Galatea); in un piccolo riquadro a destra Galatea, sulla spiaggia di fronte al mare, è abbracciata ad Aci che indica con il braccio alzato il ciclope innamorato.
Il mito è narrato nelle Metamorfosi di Ovidio ma è probabile che Giulio Romano lo conoscesse nella versione rinascimentale di Giovanni Bonsignori, Ovidio Metamorphoseos vulgare del 1497.
3. Dedalo dà gli ultimi colpi di martello alla vacca che ha costruito per Pasifae. 
Una raffigurazione simile era stata disegnato per Villa Madama, dove Giulio Romano aveva lavorato come allievo di Raffaello.
Le fonti letterarie rimandano a Ovidio, Ars Amatoria e a Francesco Colonna, Hypnerotomachia Poliphili.
(Ernst Gombrich, Sala di Psiche, n.1, Quaderni di Palazzo Te, 1984, p. 37)
|                     |                            |                      |
| 1. Zeus e Olimpiade | 2. Polifemo, Aci e Galatea | 3. Pasifae e il toro |

## Pavimento
Nel 1784 l'Accademia delle Belle Arti decide di sostituire i "salicati" con pavimenti di mosaico colorato. Il progetto è affidato a Paolo Pozzo. Nel disegnare le forme dei nuovi pavimenti prende ispirazione dalla scansione delle volte e dei soffitti, e agli ottagoni e semiottagoni fa corrispondere un percorso a labirinto.

## Iconografia e interpretazioni
I temi rappresentati negli affreschi di Giulio Romano nella sala di Psiche hanno trovato diverse interpretazioni da parte dei critici:
- Intra (1887) ne dà una lettura in chiave biografica[15];
- Gombrich (1932-1982) sviluppa l'interpretazione del manierismo di Giulio Romano come "...stile di conflitti non risolti"[16];
- Hartt (1958) interpreta la storia di Amore e Psiche come l'allegoria dell’ascesa dell’anima, la sublimazione dell'amore carnale in amore spirituale, secondo la concezione neoplatonica[17];
- Verheyen (1977) rifiuta la lettura di Hartt, e ritiene che gli affreschi siano un inno alla bellezza e alla sensualità[18];
- Arasse (1985) dimostra che le due diverse chiavi di lettura possono coesistere e sviluppa l'interpretazione del "labirinto".[19]
- Cavicchi (2008) analizza gli strumenti e le pratiche musicali raffigurate nel ciclo di affreschi e dimostra che la loro presenza restituisce la dimensione diacronica, ossia il tempo, della narrazione. La musica è presente, infatti, dal primo ottagono fino al banchetto finale.